# Napo-Nabilpaga
Ne doit pas être confondu avec Nabilpaga-Yorga.
Napo-Nabilpaga est une commune rurale située dans le département de Sapouy de la province du Ziro dans la région du Centre-Ouest au Burkina Faso.